# Oberamtsmeister
Oberamtsmeister (OAM) ist in Deutschland die (Grund-)Amtsbezeichnung eines Beamten in der Laufbahngruppe des einfachen Dienstes in der Bundes- und einigen Landesverwaltungen im Beförderungsamt neben Betriebsassistent, Erster Hauptwachtmeister und Hauptwart.
Das Amt mit der (Grund-)Amtsbezeichnung ist entweder in Besoldungsgruppe A 5 oder A 6 der Bundesbesoldungsordnung A des Bundesbesoldungsgesetzes oder der Besoldungsordnungen der Landesbesoldungsgesetze eingruppiert. In Besoldungsgruppe A 6 ist es das Endamt im einfachen Dienst und ein Verzahnungsamt mit dem mittleren Dienst. Oberamtsmeister können die Befähigung für die Laufbahn des einfachen Dienstes durch einen Hauptschulabschluss und eine abgeschlossene Berufsausbildung erlangen (§ 17 Abs. 2 BBG; § 18 BLV). Sie führen in der Regel einfache Tätigkeiten aus, z. B. Botengänge.

## Zusätze und Entsprechungen
Die Amtsbezeichnung Oberamtsmeister kann mit oder ohne Zusatz vergeben werden. Daneben gibt es weitere Amtsbezeichnungen für ein Amt in Besoldungsgruppe A 5 oder A 6.
Die Amtsbezeichnung Oberamtsmeister in Besoldungsgruppe A 5 entspricht den Dienstgraden eines Stabsgefreiten, eines Unteroffiziers, eines Maats, eines Fahnenjunkers oder eines Seekadetten der Bundeswehr. Oberstabsgefreite sind in derselbe Besoldungsgruppe eingruppiert und erhalten zusätzlich eine Amtszulage. Oberamtsmeister in Besoldungsgruppe A 6 entsprechen den Dienstgraden Stabsunteroffizier und Obermaat sowie dem Dienstgrad Korporal. Der Dienstgrad Stabskorporal erhält eine Amtszulage.
Beamte im einfachen Bankdienst bei der Deutschen Bundesbank führen die Amtsbezeichnung Bundesbankoberamtsmeister (Anlage 1 (zu § 2 Abs. 2) BBankLV). Bei der Bundesagentur für Arbeit führen Beamte in einem in Besoldungsgruppe A 5 oder A 6 eingruppierten Amt die Amtsbezeichnung Oberamtsmeister bei der Bundesagentur für Arbeit, in der Justizverwaltung Erster Justizhauptwachtmeister und bei der Zollverwaltung Erster Zollhauptwachtmeister.
Im einfachen technischen Verwaltungsdienst lautet die Amtsbezeichnung grundsätzlich Technischer Oberamtsmeister (TOAM).
In den auslaufenden Laufbahnen der Beamten bei den Postnachfolgeunternehmen und bei den Beamten des Bundeseisenbahnvermögens, die zur Wahrnehmung einer Tätigkeit bei der Deutschen Bahn beurlaubt oder zugewiesen sind, haben die entsprechenden Ämter des einfachen Dienstes die Amtsbezeichnungen Bundesbahnbetriebsassistent (Laufbahn der Betriebsaufseher; § 12 ELV) und Postbetriebsassistent (einfacher nichttechnischer Postverwaltungsdienst) und Posthauptwart (einfacher technischer Postverwaltungsdienst; Anlage 1 (zu § 2 Abs. 2) PostLV).
Mit der Übernahme der Bundesfernstraßenverwaltung durch den Bund (Zuständigkeit: Fernstraßen-Bundesamt und Die Autobahn GmbH des Bundes) und der bisher mit dieser Aufgabe betrauten Landesbeamten wurde der neue Zusatz „Bundesfernstraßen-“ zur Grundamtsbezeichnung eingeführt. Die Amtsbezeichnungen lauten entsprechend Bundesfernstraßenbetriebsassistent (einfacher nichttechnischer Verwaltungsdienst).